# Тихменево (Приморский край)
Тихме́нево — село в Приморском крае России. Входит в состав Лесозаводского городского округа.
Село стоит на левом берегу реки Уссури.
Расположено в 30 км юго-восточнее Лесозаводска, на автодороге, ведущей в посёлок Горные Ключи. В 3 км восточнее села — федеральная трасса «Уссури», в 6 км западнее — Транссибирская магистраль (железнодорожная станция Кабарга).
В селе есть завод ООО «Скит» (добыча минеральной воды), растениеводческое предприятие ООО «Тихменевское» (бывший совхоз «Тихменевский»), средняя школа, детсад, почтовое отделение, дом культуры, библиотека, два магазина, фельдшерско-акушерский пункт и ветеринарная лаборатория.

## Население
58 % нынешнего населения — переселенцы советского периода. В 2007 году в Тихменево было 298 дворов и проживало 1014 человек.
| 1900 | 1912  | 1915  | 1926  | 2002  | 2007  | 2010 |
| ---- | ----- | ----- | ----- | ----- | ----- | ---- |
| 576  | ↗1180 | ↗1459 | ↗1610 | ↘1044 | ↘1014 | ↘917 |

## История
Основано летом 1895 года переселенцами с Украины, в основном из Черниговской и Полтавской губерний.
Название село получило от располагавшегося в трёх верстах выше по реке телеграфного поста Тихменева, созданного в 1860-х годах, который, в свою очередь, был назван в честь начальника штаба войск Приморской области М. П. Тихменева, в 1880 году ставшего военным губернатором Приморской области.
В 1903 году построена церковь, в 1905 году открыта церковно-приходская школа, в 1910 — двухклассная школа. В июне 1915 года в селе проживало 1385 человек, в том числе 26 граждан Китая и 20 — Кореи. Тихменево было крупнейшим селом в Лутковской волости Иманского уезда.
В 1930 году образована земледельческая артель, а в 1932 году создан колхоз «Новая деревня». В 1961 году колхоз стал отделением совхоза «Лесозаводский». В 1972 году организован совхоз «Тихменевский».